# Ons Jabeur
Ons Jabeur (arabisch أُنس جابر, DMG Uns Ǧābir; * 28. August 1994 in Ksar Hellal, Monastir) ist eine tunesische Tennisspielerin. Am 7. Juli 2022 erreichte sie als erste nordafrikanische und arabische Frau in Wimbledon ein Grand-Slam-Finale. Am 8. September 2022 folgte ein zweiter Finaleinzug, diesmal bei den US Open. Ihr drittes Finale bei einem Grand-Slam-Turnier, wieder in Wimbledon, verlor sie am 15. Juli 2023.

## Karriere
Ons Jabeur, die im Alter von drei Jahren unter der Anleitung ihrer Mutter mit dem Tennisspielen begann, hatte schon als Juniorin große Erfolge vorzuweisen. 2010 erreichte sie erstmals das Endspiel der Juniorinnenkonkurrenz der French Open, das sie in zwei Sätzen gegen Elina Switolina verlor. 2011 kam sie erneut ins Finale und gewann das Turnier nach einem Zweisatzsieg über Monica Puig.
Sie war damit die erste Nordafrikanerin, die einen Wettbewerb bei einem Grand-Slam-Turnier gewinnen konnte. Im Anschluss kletterte sie in der Junioren-Weltrangliste bis auf Platz zwei nach oben und erreichte beim Juniorinnenwettkampf der US Open nochmals das Halbfinale.
Bereits 2008 trat sie erstmals bei einem Turnier der ITF Women’s World Tennis Tour an, 2009 stand sie erstmals in einem Finale und 2010 gewann sie ihre ersten beiden Profititel. 2012 debütierte sie in Doha im Hauptfeld eines WTA-Turniers, nachdem sie von den Veranstaltern eine Wildcard erhalten hatte, unterlag jedoch bereits zum Auftakt Virginie Razzano. Auch bei den French Open im selben Jahr durfte sie als Titelhalterin des Juniorenturniers mit einer Wildcard in der Qualifikation an den Start gehen, in der sie in der zweiten Runde scheiterte. Als Repräsentantin einer kleinen Sportnation verlieh ihr die ITF einen Startplatz im Hauptfeld der Olympischen Spiele 2012 in London, wo sie in der ersten Runde in drei Sätzen gegen Sabine Lisicki verlor.
2011 gab Jabeur beim 2:1-Sieg gegen Ägypten ihren Einstand für die tunesische Fed-Cup-Mannschaft. Seitdem hat sie für ihr Land 50 Begegnungen im Einzel und Doppel bestritten, von denen sie 37 gewonnen hat. Mit 28 Siegen im Einzel hält sie den tunesischen Fed-Cup-Rekord.
2013 gewann Jabeur nacheinander zwei ITF-Turniere der $50.000-Kategorie in Fukuoka und Kurume sowie ein weiteres zum Saisonende in Saguenay und erreichte in Baku, wo sie ebenfalls mit einer Wildcard an den Start ging, ihr erstes Viertelfinale bei einem WTA-Turnier, in dem sie jedoch verletzungsbedingt gegen Magda Linette aufgeben musste. Im Jahr darauf konnte sie sich in New York zum ersten Mal für die Hauptrunde eines Grand-Slam-Turniers qualifizieren, scheiterte jedoch zum Auftakt in drei Sätzen an Andrea Petković. Jabeur fiel es schwer, ihre starken Resultate im Juniorenbereich auf der Damentour zu bestätigen. Nach einem schwachen Jahr 2015, startete Jabeur 2016 zwar mit zwei Turniersiegen der $25.000-Kategorie in die neue Saison, auf den vor heimischer Kulisse in Tunis ein weiterer der $50.000-Kategorie folgte, doch gelang ihr über den gesamten Saisonverlauf kein einziger Sieg im Hauptfeld eines WTA-Turniers. Auch in den Qualifikationsrunden von Wimbledon und den US Open blieb sie jeweils sieglos. Für das olympische Tennisturnier 2016 in Rio de Janeiro erhielt sie erneut eine Sonderstartberechtigung, aber wie schon 2012 verlor sie in der ersten Runde, diesmal gegen Darja Kassatkina.
Anfang 2017 erreichte sie in Taipeh nach längerer Zeit wieder ein WTA-Viertelfinale, in dem sie der späteren Turniersiegerin Switolina erst im Tiebreak des dritten Satzes unterlag. Im Anschluss stand sie in Dubai aus der Qualifikation heraus erstmals in der zweiten Runde und kam in Charleston als Lucky Loserin bis ins Achtelfinale. Bei den French Open schied sie bereits in der Abschlussrunde der Qualifikation aus, rückte aber durch eine Absage nachträglich ins Hauptfeld und zog dort durch einen Zweitrundenerfolg über Dominika Cibulková, ihrem ersten Sieg gegen eine Top-10-Spielerin, als erste Tunesierin überhaupt und erste Lucky Loserin seit 21 Jahren in die dritte Runde ein, in der sie gegen Timea Bacsinszky ausschied. Durch eine weitere Zweitrundenteilnahme bei den US Open beendete sie die Saison erstmals unter den 100 Besten der Tennisweltrangliste.
Nach einem schwachen Start ins Jahr 2018 mit neun Niederlagen aus zehn Spielen, kam sie erst auf Rasen wieder in Schwung und gewann in Manchester bei einem $100.000-Turnier ihren bis dahin größten Titel. Für diesen Sieg verliehen ihr die Organisatoren von Wimbledon eine Wildcard, die Jabeur nutzte, um in London nach einem Erfolg über Viktorija Golubic erstmals in die zweite Runde einzuziehen. Ihren Durchbruch auf der WTA Tour hatte sie zum Abschluss der Saison, als sie aus der Qualifikation kommend nach Siegen über Sloane Stephens und Anastasija Sevastova ins Finale des Kremlin Cup in Moskau stürmte, wo sie knapp in drei Sätzen von Kassatkina geschlagen wurde. Jabeurs Leistungen blieben aber auch 2019 instabil. Ihr bestes Saisonergebnis erzielte sie in Eastbourne mit dem Einzug ins Halbfinale. Zudem erlitt sie bei ihrem Sieg gegen Alizé Cornet eine Verletzung am rechten Knöchel und konnte gegen Angelique Kerber am folgenden Tag nicht antreten. Bei den US Open erreichte sie mit der dritten Runde ihr bestes Grand-Slam-Resultat des Jahres.
2020 rückte sie schließlich in Melbourne unter anderem nach einem Sieg über Caroline Wozniacki als erste arabische Tennisspielerin überhaupt ins Viertelfinale eines Grand-Slam-Turniers vor, in dem sie der späteren Turniersiegerin Sofia Kenin unterlag. Durch den Erfolg gelang ihr der Sprung unter die besten 50 der Welt. Im Anschluss schied sie in der zweiten Runde von Dubai trotz eines Matchballs gegen Simona Halep aus und kam in Doha nach einem Triumph über Karolína Plíšková erstmals ins Viertelfinale, das sie in zwei Tiebreaks gegen Petra Kvitová verlor. Bei Abbruch der Saison hatte sie mit Platz 39 ihre bisher höchste Weltranglistenposition inne.
Am 20. Juni 2021 triumphierte sie im Finale von Birmingham gegen Darja Kassatkina mit 7:5 und 6:4 und gewann damit als erste tunesische Spielerin ein WTA-Turnier.
Im darauf folgenden Monat erreichte sie in Wimbledon erstmals ein Viertelfinale im Dameneinzel eines Grand-Slam-Turniers.
Mitte Oktober 2021 gelang Jabeur Historisches, als sie bei den BNP Paribas Open in Indian Wells im Viertelfinale die Estin Anett Kontaveit besiegte und dadurch als erster arabischer Tennisprofi die Top Ten der Weltrangliste erreichte. Anfang Mai 2022 konnte sie sich im Finale der Mutua Madrid Open in drei Sätzen gegen Jessica Pegula durchsetzen und gewann somit als erster arabischer Tennisprofi ein Turnier der Kategorie WTA 1000.
Am 7. Juli 2022 erreichte Jabeur in Wimbledon das Grand-Slam-Finale, nachdem sie im Halbfinale gegen die mit ihr befreundete Tatjana Maria gewonnen hatte.
Am 17. Juli 2025 erklärte sie die vorläufige Beendigung ihrer Karriere wegen diverser Verletzungen und ihres Asthmas.

## Turniersiege

### Einzel
| Nr. | Datum              | Turnier       | Kategorie    | Belag             | Finalgegnerin       | Ergebnis         |
| --- | ------------------ | ------------- | ------------ | ----------------- | ------------------- | ---------------- |
| 1.  | 2. Mai 2010        | Antalya       | ITF $10.000  | Sand              | Sandra Zaniewska    | 2:1 Aufgabe      |
| 2.  | 23. Juli 2010      | Casablanca    | ITF $10.000  | Sand              | Anna Morgina        | 7:5, 6:3         |
| 3.  | 22. April 2013     | Tunis         | ITF $25.000  | Sand              | Sara Sorribes Tormo | 6:3, 6:2         |
| 4.  | 12. Mai 2013       | Fukuoka       | ITF $50.000  | Rasen             | An-Sophie Mestach   | 7:62, 6:2        |
| 5.  | 19. Mai 2013       | Kurume        | ITF $50.000  | Rasen             | An-Sophie Mestach   | 6:0, 6:2         |
| 6.  | 27. Oktober 2013   | Saguenay      | ITF $50.000  | Hartplatz (Halle) | Coco Vandeweghe     | 6:70, 6:3, 6:3   |
| 7.  | 10. Mai 2014       | Tunis         | ITF $25.000  | Sand              | Walerija Sawinych   | 6:3, 7:64        |
| 8.  | 17. Januar 2016    | Daytona Beach | ITF $25.000  | Sand              | Olha Fridman        | 0:6, 6:2, 6:4    |
| 9.  | 31. Januar 2016    | Sunrise       | ITF $25.000  | Sand              | Anna Tatischwili    | 3:6, 6:2, 6:1    |
| 10. | 8. Mai 2016        | Tunis         | ITF $50.000  | Sand              | Romina Oprandi      | 1:6, 6:2, 6:2    |
| 11. | 17. Juni 2018      | Manchester    | ITF $100.000 | Rasen             | Sara Sorribes Tormo | 6:2, 6:1         |
| 12. | 20. Juni 2021      | Birmingham    | WTA 250      | Rasen             | Darja Kassatkina    | 7:5, 6:4         |
| 13. | 7. Mai 2022        | Madrid        | WTA 1000     | Sand              | Jessica Pegula      | 7:5, 0:6, 6:2    |
| 14. | 19. Juni 2022      | Berlin        | WTA 500      | Rasen             | Belinda Bencic      | 6:3, 2:1 Aufgabe |
| 15. | 9. April 2023      | Charleston    | WTA 500      | Sand              | Belinda Bencic      | 7:66, 6:4        |
| 16. | 30. September 2023 | Ningbo        | WTA 250      | Hartplatz         | Diana Schneider     | 6:2, 6:1         |

### Doppel
| Nr. | Datum         | Turnier    | Kategorie   | Belag | Partnerin         | Finalgegnerinnen           | Ergebnis |
| --- | ------------- | ---------- | ----------- | ----- | ----------------- | -------------------------- | -------- |
| 1   | 22. Juli 2010 | Casablanca | ITF $10.000 | Sand  | Katarina Baranová | Galina Fokina Anna Morgina | 6:3, 6:3 |

## Abschneiden bei bedeutenden Turnieren

### Dameneinzel
Die Tabelle listet die Ergebnisse der Grand-Slam-Turniere, der Tour Championships, der Olympischen Spiele, des Fed Cups bzw. Billie Jean King Cups und der Turniere folgender Kategorien auf: 1990–2008: Tier I, 2009–2020: Premier Mandatory und Premier 5, ab 2021: WTA 1000.
| Turnier              | 2012 | 2013 | 2014 | 2015 | 2016 | 2017 | 2018 | 2019 | 2020 | 2021 | 2022 | 2023 | 2024 | 2025 | Karriere |
| -------------------- | ---- | ---- | ---- | ---- | ---- | ---- | ---- | ---- | ---- | ---- | ---- | ---- | ---- | ---- | -------- |
| Australian Open      | —    | —    | —    | 1    | —    | Q3   | 1    | 1    | VF   | 3    | —    | 2    | 2    | 3    | 1 × VF   |
| French Open          | Q2   | —    | Q1   | Q2   | —    | 3    | Q2   | 1    | AF   | AF   | 1    | VF   | VF   | 1    | 2 × VF   |
| Wimbledon            | —    | Q1   | Q3   | —    | Q1   | 1    | 2    | 1    |      | VF   | F    | F    | 3    | 1    | 2 × F    |
| US Open              | —    | Q1   | 1    | Q1   | Q1   | 2    | 1    | 3    | 3    | 3    | F    | AF   | —    |      | 1 × F    |
| WTA Finals           | —    | —    | —    | —    | —    | —    | —    | —    |      | —    | RR   | RR   | —    |      | 2 × RR   |
| Doha                 | 1    | 1    | —    |      | Q1   |      | 1    |      | VF   |      | VF   |      | 2    | VF   | 3 × VF   |
| Dubai                |      |      |      | —    |      | 2    |      | 2    |      | AF   |      | —    | —    | 1    | 1 × AF   |
| Indian Wells         | —    | —    | —    | 2    | —    | —    | Q1   | 1    |      | HF   | 2    | 3    | 2    | 2    | 1 × HF   |
| Miami                | —    | —    | —    | Q1   | —    | —    | Q1   | 2    |      | AF   | AF   | 2    | 2    | 3    | 2 × AF   |
| Rom                  | —    | —    | —    | —    | —    | —    | —    | Q2   | 1    | —    | F    | 2    | 2    | 3    | 1 × F    |
| Madrid               | —    | —    | —    | —    | —    | —    | —    | —    |      | AF   | S    | —    | VF   | 2    | 1 × S    |
| Cincinnati           | —    | —    | —    | —    | —    | —    | —    | 1    | VF   | AF   | AF   | VF   | —    | —    | 2 × VF   |
| Kanada               | —    | —    | —    | —    | —    | —    | —    | Q2   |      | VF   | 2    | —    | 1    | —    | 1 × VF   |
| Tokio                | —    | —    |      |      |      |      |      |      |      |      |      |      |      |      | —        |
| Wuhan                |      |      | —    | —    | —    | 1    | —    | 2    |      |      |      |      | —    |      | 1 × 2R   |
| Peking               | —    | —    | —    | —    | —    | Q1   | 2    | Q1   |      |      |      | 2    | —    |      | 2 × 2R   |
| Guadalajara          |      |      |      |      |      |      |      |      |      |      | —    | AF   |      |      | 1 × AF   |
| Olympische Spiele    | 1    |      |      |      | 1    |      |      |      | 1    |      |      |      | —    |      | 3 × 1R   |
| Billie Jean King Cup | —    | —    | —    | —    | —    | —    | —    | —    | —    | —    |      |      |      |      | —        |

Zeichenerklärung: S = Turniersieg; F, HF, VF, AF = Einzug ins Finale, Halb-, Viertel-, Achtelfinale; 1, 2, 3 = Ausscheiden in der 1., 2., 3. Haupt- / Finalrunde; Q1, Q2, Q3 = Ausscheiden in der 1., 2. 3. Qualifikationsrunde; RR = Round Robin (Gruppenphase); nicht ausgetragen oder andere Kategorie; PO (Playoff), P2 = Auf-/Abstiegsrunde zur Weltgruppe I/II im Fed Cup; W2, K1, K2, K3 = Teilnahme in der Weltgruppe II, Kontinentalgruppe I, II, III im Fed Cup.

### Damendoppel
| Turnier         | 2019 | 2020 | 2021 | Karriere |
| --------------- | ---- | ---- | ---- | -------- |
| Australian Open | —    | AF   | 2    | AF       |
| French Open     | —    | —    | —    | —        |
| Wimbledon       | 1    |      | —    | 1        |
| US Open         | 2    | —    | —    | 2        |

### Juniorinneneinzel
| Turnier         | 2009 | 2010 | 2011 | Karriere |
| --------------- | ---- | ---- | ---- | -------- |
| Australian Open | —    | 1    | —    | 1        |
| French Open     | —    | F    | S    | S        |
| Wimbledon       | —    | VF   | 1    | VF       |
| US Open         | 1    | HF   | —    | HF       |

### Juniorinnendoppel
| Turnier         | 2010 | 2011 | Karriere |
| --------------- | ---- | ---- | -------- |
| Australian Open | 1    | —    | 1        |
| French Open     | VF   | VF   | VF       |
| Wimbledon       | HF   | —    | HF       |
| US Open         | VF   | —    | VF       |

## Sonstiges
In der im Januar 2023 auf Netflix erschienenen Tennis-Doku Break Point war Jabeur eine der Protagonistinnen.